# あべ静江
あべ 静江（あべ しずえ、本名：阿部 静江（読み同じ）、1951年〈昭和26年〉11月28日 - ）は、日本の歌手、女優。三重県松阪市中町出身。血液型はA型。高田高校卒業、東海学園女子短期大学（後年の東海学園大学短期大学部）中退。独身。
一般社団法人日本歌手協会理事。歌手デビュー時の所属事務所はシンコーミュージック(現・シンコーミュージック・エンタテイメント)。現在の所属事務所はバルシカ。業務提携はフジプランニング。ニックネームは「しーちゃん」。身長158cm。B82cm、W56cm、H85cm（1974年1月）。

## 略歴
本人曰く、「3歳にはステージに立ってたと思います」といえるほどの頃から活動しており、小学生時代から子役として名古屋のテレビ局でドラマに出演していたが、中学時代にいったん芸能界から退く。三重県立松阪工業高等学校定時制に進学するが、8ヶ月で高田高校に編入学した。
高校卒業後、東海学園女子短期大学に進学すると在学中に東海ラジオの人気DJとなり、周りからの説得を受けて歌手デビューが決まる。
1973年5月25日、“フリージアの香り”のキャッチフレーズで、キャニオン・レコードから『コーヒーショップで』で歌手デビュー。同デビュー曲はオリコンでベスト10内にランクされ、自身最大のヒット曲となった。同年12月31日放映の第15回日本レコード大賞では同曲で新人賞を受賞した。
1973年9月25日の『みずいろの手紙』も続けてヒット。翌1974年12月31日には、当曲で『第25回NHK紅白歌合戦』に初出場を果たす。シングル16枚、アルバム8枚を発表した。
映画『トラック野郎・爆走一番星』、テレビドラマ『真夜中のあいさつ』や『青春ド真中!』でのマドンナ（ヒロイン）役や、『冒険者カミカゼ -ADVENTURER KAMIKAZE-』では千葉真一の恋人役を演じるなど女優としても活躍した。ギャグ漫画『がきデカ』の主要キャスト「あべ先生」こと「あべ美智子」の役名・キャラクター設定はあべがモデルである。
2005年から一般社団法人日本歌手協会の理事を務めている。約200組の歌手が参加する歌謡祭の運営や現在(2022年)はコロナ禍における音楽文化の新事業について文化庁との話合いなどの活動をしている。
2007年8月には、NHK総合テレビ放映の『思い出のメロディー』で、同年8月1日に死去した作詞家・阿久悠を追悼し『みずいろの手紙』を歌唱。ほか2010年4月20日には、同じくNHKテレビの『NHK歌謡コンサート』でデビュー曲の『コーヒーショップで』を披露するなど、懐メロの歌番組にも度々出演している。
2010年3月にAmebaでブログデビュー、同年6月にはTwitterデビューするなど、以降インターネット上でも積極的に活動している。
現在では映画、舞台、テレビ、CM等で活躍中。また、あべの出身地である三重県松阪市での地域イベントにも積極的に参加している。
かなりのゲームフリークで、Nintendo Switchを始めとしたゲーム機やその関連の充電器を常に持ち歩いている。なかでもRPGを好み、オンラインゲームの『ドラゴンクエストX』にも夢中になった。また、理系脳であることからスマートフォン、タブレット、ガラケーといったデバイスを使いこなし、TwitterやInstagramなどのSNSも積極的に活用している。
近年は「夢スター歌謡祭 春組対秋組歌合戦」で全国各地を回っており、江木俊夫やおりも政夫らと共に司会を務めている。
2022年3月19日、脳梗塞のため救急車で緊急搬送され入院。4月12日、リハビリ専門の病院へ転院。
2022年5月10日、無事に退院し、日本歌手協会主催のイベントで仕事に復帰した。

## 人物

### 親族
母方の先祖（6代前）は津藩郷士の松本安親、高祖父は伊勢新聞創業者の松本宗一、曽祖父は衆議院議員の松本宗吾、曾祖伯父は衆議院議員の松本恒之助。
伊勢新聞の仕事を手伝っていた祖父は戦中に上海に渡り事業で成功したが、敗戦により無一文で日本に戻り、直後から引揚者の支援活動をした。
父親はラジオ三重の専属ミュージシャン。ヴァイオリン、ピアノ、ギター、アコーディオンなどを演奏出来た。母親は前々身のラジオ三重時代から親しまれていた東海ラジオの専属歌手、松本ひさ。第4回NHKのど自慢大会で優勝してデビューする筈だったが静江を身篭ったので断念した。両親に結婚を反対されて駆け落ちし、1951年11月28日に伊勢赤十字病院であべが生まれた。

### 子供時代
当時の実家は中町商店街（現よいほモール）の阿部小間物店。12歳年下の弟がいる。
祖父の影響で、小さい頃から正義感が強く自分の意思をはっきりと持つタイプだった。幼い頃から少女歌手として、両親に連れられて慰問先でよく歌を歌っていた。また、小学生になると自分で子役になることを決めて活動を始めた。
中学卒業後は「社会勉強になる」という祖父の薦めで定時制工業高校に進学し、学校は楽しかったが生活パターンや同級生の学ぶ姿勢に感化されたことから、8ヶ月で高田高校に編入学した。
高田高校では、校内弁論大会で生徒の覇気のなさを訴えたのをきっかけに弁論部に誘われ、その活動に熱中した。他校に出向いた弁論大会では、ヤジに応酬して制限時間を過ぎても話し続けたために、力づくで演壇からおろされたこともあったという。4年制大学志望だったが、父親に反対されて東海学園女子短期大学へ進学。

### 歌手デビューまで
短大1年生の頃に将来芸能界で活動することを考えて、名古屋のテレビタレントセンター(通称・TTC)の試験に合格。TTCで1年間話し方、パントマイム、狂言などを一流の講師陣から学んだ。本人は「この1年間は私の財産になりました」としている。短大在学中に東海ラジオとエフエム愛知の2社でDJを務めた。人気DJとなり、仕事の楽しさを知ったことから短大2年生の夏に大学を中退。
当時の東海ラジオの制作部長が父親のミュージシャン仲間で、歌手もしていたあべの少女時代を知っていたこともあって歌手デビューの話が持ち上がる。当時担当した番組『ヤングランド』のディレクターが、あべのためにバンド「欲求不満フォークソング・ボーイズ」に曲作りを依頼。
1972年の年末の番組で同バンドの生演奏をバックにあべの歌が放送され、後日その歌唱テープが業界人たちにも知られることとなった。あべ自身、その時は歌手活動に興味が無かったということだったが、「東海ラジオでの2年間の契約が終わったら辞めていい」と説得されたことで、その後デビューを決めることになる。

### デビュー時
デビューと同時に上京し、白金(港区)のマンションで一人暮らしを始めた。ただし、その後も名古屋のラジオ番組に出演するため東京と名古屋を往復し、歌番組にも出演して忙しく、一人暮らしを満喫できなかった。
当時所属したシンコーミュージックには、チューリップや甲斐バンドなどがいた。同事務所では、一年に一度所属タレントやスタッフ皆で海外への慰安旅行が恒例だった。慰安旅行で特に印象的だったのは、20代半ばで訪れたエジプトでピラミッドを見学したこと。また若い頃、チューリップのリーダー・財津和夫との交際が噂されたが、これは慰安旅行時の様子を彼の女性ファンたちが誤解したのが原因。

## ディスコグラフィ

### シングル
| #                    | 発売日               | A/B面                | タイトル                                | 作詞                 | 作曲                 | 編曲                 | 規格品番             |
| キャニオン・レコード | キャニオン・レコード | キャニオン・レコード | キャニオン・レコード                    | キャニオン・レコード | キャニオン・レコード | キャニオン・レコード | キャニオン・レコード |
| -------------------- | -------------------- | -------------------- | --------------------------------------- | -------------------- | -------------------- | -------------------- | -------------------- |
| 1                    | 1973年 5月25日       | A面                  | コーヒーショップで                      | 阿久悠               | 三木たかし           | 馬飼野俊一           | A-166                |
| 1                    | 1973年 5月25日       | B面                  | ひまわり                                | 阿久悠               | 三木たかし           | 馬飼野俊一           | A-166                |
| 2                    | 1973年 9月25日       | A面                  | みずいろの手紙                          | 阿久悠               | 三木たかし           | 三木たかし           | A-184                |
| 2                    | 1973年 9月25日       | B面                  | 恋人たちがいる舗道                      | 阿久悠               | 三木たかし           | 三木たかし           | A-184                |
| 3                    | 1974年 1月25日       | A面                  | 突然の愛                                | 阿久悠               | 三木たかし           | 三木たかし           | A-199                |
| 3                    | 1974年 1月25日       | B面                  | もの想い                                | 阿久悠               | 馬飼野俊一           | 馬飼野俊一           | A-199                |
| 4                    | 1974年 5月10日       | A面                  | 透きとおった哀しみ                      | 山上路夫             | 馬飼野俊一           | 馬飼野俊一           | A-216                |
| 4                    | 1974年 5月10日       | B面                  | 愛の記念日                              | 山上路夫             | 馬飼野俊一           | 馬飼野俊一           | A-216                |
| 5                    | 1974年 8月25日       | A面                  | 秋日和                                  | 阿久悠               | 三木たかし           | ボブ佐久間           | A-229                |
| 5                    | 1974年 8月25日       | B面                  | 公園の昼下り                            | 阿久悠               | 三木たかし           | ボブ佐久間           | A-229                |
| 6                    | 1974年 12月10日      | A面                  | 生まれたままの姿で                      | 及川恒平             | 大野克夫             | 瀬尾一三             | A-242                |
| 6                    | 1974年 12月10日      | B面                  | モジリアニの少女                        | 喜多条忠             | すぎやまこういち     | すぎやまこういち     | A-242                |
| 7                    | 1975年 6月10日       | A面                  | 雨をみていた人                          | さいとう大三         | 森田公一             | あかのたちお         | A-261                |
| 7                    | 1975年 6月10日       | B面                  | 朝もやの駅                              | さいとう大三         | 森田公一             | あかのたちお         | A-261                |
| 8                    | 1975年 9月25日       | A面                  | 私は小鳥                                | 財津和夫             | 財津和夫             | 財津和夫             | A-282                |
| 8                    | 1975年 9月25日       | B面                  | さようなら二人の昨日 こんにちは私の明日 | 財津和夫             | 財津和夫             | 玉木宏樹             | A-282                |
| 9                    | 1976年 3月25日       | A面                  | 心の音                                  | 財津和夫             | 財津和夫             | 林哲司               | A-300                |
| 9                    | 1976年 3月25日       | B面                  | 白い雪 そんな雪が私は好き               | 財津和夫             | 財津和夫             | 林哲司               | A-300                |
| 10                   | 1976年 7月25日       | A面                  | いたずら書き                            | 財津和夫             | 財津和夫             | 財津和夫             | C-10                 |
| 10                   | 1976年 7月25日       | B面                  | TOO HAPPY                               | 野走英美             | 長谷川きよし         | 乾裕樹               | C-10                 |
| 11                   | 1977年 2月25日       | A面                  | ゆらめき                                | 中里綴               | 杉田二郎             | 青木望               | C-39                 |
| 11                   | 1977年 2月25日       | B面                  | まぶしすぎる春                          | 中里綴               | 杉田二郎             | 青木望               | C-39                 |
| 12                   | 1977年 7月25日       | A面                  | 長距離電話                              | 藤公之介             | 佐藤健               | 林哲司               | C-58                 |
| 12                   | 1977年 7月25日       | B面                  | 別れしな                                | 藤公之介             | 佐藤健               | 林哲司               | C-58                 |
| CBS・ソニー          |                      |                      |                                         |                      |                      |                      |                      |
| 13                   | 1978年 10月21日      | A面                  | 椿姫                                    | ちあき哲也           | 川口真               | 川口真               | 06SH-407             |
| 13                   | 1978年 10月21日      | B面                  | さよならの交差点                        | 竜真知子             | 川口真               | 川口真               | 06SH-407             |
| 14                   | 1979年 5月21日       | A面                  | 再会の雨                                | 千家和也             | 川口真               | 川口真               | 06SH-525             |
| 14                   | 1979年 5月21日       | B面                  | 扉                                      | 千家和也             | 川口真               | 川口真               | 06SH-525             |
| 15                   | 1979年 7月21日       | A面                  | ヘイ! セニョリータ                      | 島エリナ             | Gerd Thumser         | 川口真               | 06SH-574             |
| 15                   | 1979年 7月21日       | B面                  | ロンドンへの想い                        | 竜真知子             | 川口真               | 船山基紀             | 06SH-574             |
| キングレコード       |                      |                      |                                         |                      |                      |                      |                      |
| 16                   | 1993年 11月26日      | 01                   | 危険なクラス会                          | 荒木とよひさ         | 杉本真人             | 桜庭伸幸             | KIDS-166             |
| 16                   | 1993年 11月26日      | 02                   | 夜明けはまだ                            | 荒木とよひさ         | 杉本真人             | 桜庭伸幸             | KIDS-166             |
| 自民党               |                      |                      |                                         |                      |                      |                      |                      |
| 17                   | 2010年 10月13日      | 01                   | いちばん、好きだから                    | ecoyuri              | 鍵一大               | 鍵一大               | PPVA-8178            |

### アルバム

#### ベスト・アルバム
1. あべ静江 ゴールデン・ベスト24（1974年10月／C-8003）
2. あべ静江 DISCOGRAPHY（1976年11月／AF-6003）
3. プレイバック・シリーズ あべ静江（1987年11月21日／D28P-6169）
4. Myこれ!クション あべ静江・BEST（2001年11月21日／PCCA-01607）
5. あべ静江 SINGLEコンプリート（2007年7月18日／PCCA-02497）
6. Myこれ!Lite あべ静江（2010年4月21日／PCCS-00105）
7. ザ・プレミアムベスト あべ静江（2012年11月21日／PCCA-03751）
8. あべ静江 アンソロジー〜Memories for 40years〜（2014年5月21日／PCCA-04019）

#### ライブ・アルバム
1. あべ静江リサイタル「青春の愛と哀しみ」より（1974年8月25日／C-3047）
2. あべ静江イン・コンサート「私は小鳥」（1975年9月10日／C-3060）

## 出演

### 映画
- トラック野郎・爆走一番星 （1975年、東映） - 高見沢瑛子（マドンナ役）
- 思えば遠くへ来たもんだ （1980年、松竹） - 高橋百合子
- 冒険者カミカゼ -ADVENTURER KAMIKAZE- （1981年、東映） - 立花みどり
- ロックよ、静かに流れよ （1988年、東宝） - 片岡沙代
- この胸のときめきを （1988年、東映） - 時枝志津子
- 極道渡世の素敵な面々 （1988年、東映） - 有賀弥栄子
- 熊本物語「おんな国衆一揆」（2002年） - お松

### テレビドラマ
- 真夜中のあいさつ（1974年、TBS）（マドンナ役）
- いごっそう段六（1976年、NHK）
- 惜春の歌（1976年、中部日本放送「東芝日曜劇場」）
- 泣かせるあいつ 第15話（1976年、日本テレビ）
- 三男三女婿一匹 第1シリーズ（1976年、TBS） - 塩谷弓子
- 俺たちの朝 第27話「うなぎと未婚の母と愛してます」（1976年、日本テレビ・東宝） - ケイコ
- 青春ド真中!（1978年、日本テレビ） - 田坂萌子（マドンナ役）
- 春の海鳴り（1979年、毎日放送） - 千鶴子（主演）
- 雪姫隠密道中記 第2話「妖怪!!鬼面の女 -佐賀-」（1980年、毎日放送） - 志保
- 若き日の北條早雲（1980年、テレビ朝日「ゴールデン劇場」） - 夢子
- 土曜ワイド劇場（テレビ朝日）
  - 幽霊に抱かれた女 死者からの贈り物（1980年）（主演）
  - 変装探偵II（1982年）
  - 第三の女（1982年） - 久米悠子
  - 三毛猫ホームズの駈落ち（1984年） - 三浦雪子
  - 養子探偵団（1986年）
  - 京都花の宿殺人事件（1988年）
- 運がよければ 厄年夫婦は天中殺（1980年、読売テレビ）
- ただいま放課後 第13話（1980年、フジテレビ）
- ザ・ハングマン 燃える事件簿 第1～13話（1980年、朝日放送） - 浅見令子（ベニー）
- 俺はおまわり君（1981年、日本テレビ） - 水野律子
- ぼくらの時代（1981年、TBS）
- 新・運がよければ!（1981年、読売テレビ）
- 俺はご先祖さま（1981年、日本テレビ） - 奥寺ゆり子
- 天下御免の頑固おやじ 大久保彦左衛門（1982年、TBS） - おせつ
- 竜馬がゆく(萬屋錦之介版)（1982年、テレビ東京） - お田鶴
- 遠山の金さん（1982年 - 1985年、テレビ朝日） - お志津　※高橋英樹版
- 忍者狩り〜甲賀隠密の邪悪な陰謀を斬る （1982年、フジテレビ・東映） - 美保
- 私は名探偵・完全犯罪をつぶせ! 第2話（1981年、テレビ東京）
- 影の軍団III 第6話「夜光る顔」（1982年、関西テレビ）
- 白き牡丹に（1982年 - 1983年、TBS「ポーラテレビ小説」）
- 執念 愛の天使マザーテレサと心（1982年、サンテレビ） - 文化庁芸術祭参加作品
- 松本清張スペシャル6 交通事故死亡1名（1982年、日本テレビ「火曜サスペンス劇場」） - 小山田恵子
- 地獄の左門十手無頼帖(2) 将軍暗殺! （1983年、フジテレビ） - おあき
- 富士山大噴火殺人事件（1983年、TBS「ザ・サスペンス」） - 頼子（主演）
- 女たちの大坂城（1983年、読売テレビ）
- 銭形平次スペシャル 第888話（1984年、フジテレビ）
- 特捜最前線 第300話「鏡の中の女!」（1983年、テレビ朝日）
- 夫婦ねずみ今夜が勝負 第2話「大奥(秘)潜入します」（1984年、テレビ東京）
- 弐十手物語 第10話「女の甘い罠」（1984年、フジテレビ）
- ビートたけしのこにくらじいさん（1984年、フジテレビ「月曜ドラマランド」）
- 水戸黄門 第15部 第10話「嫁が支えた唐津焼 -唐津-」（1985年、CAL・TBS） - 村田梢
- ただいま絶好調!（1985年、テレビ朝日）
- ああ嫁姑II 第5話「外に出た姑」（1985年、毎日放送）（主演）
- ライパチくん（1985年、フジテレビ「月曜ドラマランド」）
- 死ぬほどヤセたい（1987年、テレビ東京）（主演）
- 江戸を斬るVII 第13話「藤の花の殺意」（1987年、TBS / C.A.L） - お染
- あぶない二人 ハウスマヌカン故郷に帰る（1987年、フジテレビ）
- 主婦ギャンブラー 亭主を買い戻せ!（1988年、テレビ朝日）
- 漂流裁判（1989年、朝日放送）
- ラブレター（1990年、テレビ東京）
- 豪剣!賞金稼ぎ 無用ノ介（1990年、テレビ朝日） - お松
- 鬼平犯科帳 第2シリーズ 第16話「白と黒」（1991年、フジテレビ / 松竹） - お今
- カラオケ教室殺人事件（1991年、テレビ朝日「火曜ミステリー劇場」）
- さんかくはぁと（1995年、テレビ朝日） - 七海初子
- 八代将軍吉宗（1995年、NHK「大河ドラマ」） - 江島
- あっとほーむ（2000年、TBS）

### ラジオ
- しーちゃん、かんこのもう一曲歌いましょ! （2007年4月〜）
- つりと私（「三菱ふそう全国縦断・榎さんのおはようさん〜!」参照）[2]
- あべ静江と太田美知彦のYou & Me（2018年4月 - 、八王子FM）
- ヤングランド（東海ラジオ）[2]
- 1・2・3 四日市メガリージョン!!3（東海ラジオ）
- You & Me 東芝（エフエム愛知）[2]

### バラエティ
- アップダウンクイズ（1978年）
- ほんものは誰だ!
- 木曜ヒットショー
- 投稿!特ホウ王国（不定期出演）
- ものまねバトル大賞（1994年 - 2003?年）
- 笑っていいとも! - 沢田亜矢子と共にコーナー出演（1996年4月 - 9月※火曜日担当）
- 土曜スペシャル
  - 西川峰子と館山の旅（2007年3月）
  - 大場久美子と長野の旅（2007年6月）
  - 秋元順子との旅（2010年9月）
- ダレヤネン!→勝手に応援バラエティ ダレヤネン!DX（三重テレビ）[25][26]

### 人形劇
- ひげよさらば（1984年 - 1985年、NHK教育） - フラット

### NHK紅白歌合戦出場歴
| 年度/放送回               | 回 | 曲目           | 出演順 | 対戦相手       |
| ------------------------- | -- | -------------- | ------ | -------------- |
| 1974年（昭和49年）/第25回 | 初 | みずいろの手紙 | 15/25  | にしきのあきら |

注意点
- 出演順は「出演順/出場者数」で表す。

### NHKみんなのうた出演歴
| 初放送年月                    | 曲目       | 再放送                    |
| ----------------------------- | ---------- | ------------------------- |
| 1979年（昭和54年）10月 - 11月 | 嵯峨野巡礼 | 2012年（平成24年）3月26日 |

- 再放送は『みんなのうた発掘スペシャル』枠で放送。

### 舞台
- あべ一座 旗揚げ公演 あべ上がりの夜空に（2009年7月11日、NHKホール）

### CM
- 日本リーバ サンシルクシャンプー
- 明治製菓 フレンチパイ
- 日本民間放送連盟
- エバラ食品 浅漬けの素
- 武田薬品 新タケダ胃腸薬
- アイフル

## 著書
- あら、やせちゃった! （2001年5月、マガジンハウス ISBN 4838713029）

## 家族・親族
松本家（母方）
- 六代前・安親（1749年 - 1810年、土木技術者・郷士）
- 五代前・恒久[13]（？ - ？、一志郡矢野村大庄屋）
- 高祖父・宗一[14][15]（1842年 - 1889年、伊勢新聞創業者・三重県士族）
- 曾祖伯父・恒之助（1866年 - 1926年、衆議院議員・三重県士族[27]）
- 曽祖父・宗吾[16]（1877年 - 1945年、衆議院議員・三重県平民[28]）
- 母・ひさ[29]（1930年 - 2013年）

阿部家（父方）
- 父・榮之助[30]（1926年 - 2011年）